# Antony Golec
Antony Golec (Sydney, 29 maggio 1990) è un ex calciatore australiano, di ruolo difensore.

## Palmarès

### Club
- Campionato australiano: 1

Sydney FC: 2009-2010
- Campionato moldavo: 1

Sheriff Tiraspol: 2015-2016

#### Competizioni internazionali
- AFC Champions League: 1

Western Sydney Wanderers: 2014